# بيلي جينينغز
بيلي جينينغز (بالإنجليزية: Billy Jennings)‏ (20 فبراير 1952 في المملكة المتحدة - ) هو لاعب كرة قدم بريطاني في مركز الهجوم. لعب مع نادي لوتون تاون ونادي ليتون أورينت ونادي واتفورد وهيبريدج سويفتس ووست هام يونايتد وبيشوب ستورتفورد ونادي داغنهام ‏ وشيكاغو ستينغ.

## وصلات خارجية
- بيلي جينينغز على موقع قاعدة بيانات كرة القدم.إي يو (الإنجليزية)
- بيلي جينينغز على موقع عالم كرة القدم.نت (الإنجليزية)